# Daisy Edgar-Jones

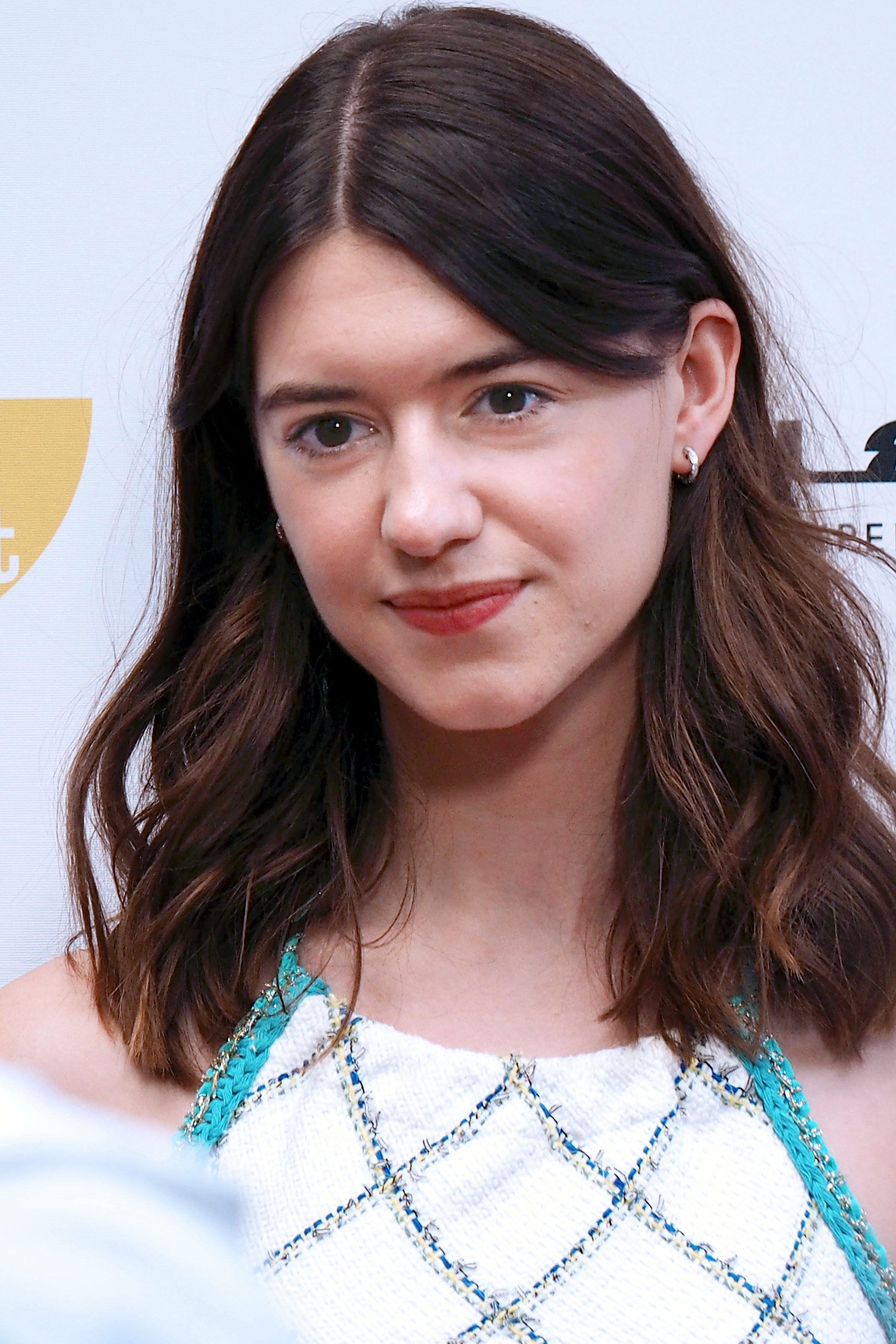
Edgar-Jones w lipcu 2021

Daisy Jessica Edgar-Jones (ur. 24 maja 1998 w Londynie) – brytyjska aktorka, nominowana do Złotych Globów za role w serialach Normalni ludzie i Pod sztandarem nieba.

## Życiorys
Daisy dorastała w północnym Londynie. Jest jedynaczką, córką Szkota i montażystki pochodzącej z Irlandii Północnej. Gdy miała 14 lat dostała się do National Youth Theatre. Trzy lata później zdobyła rolę w serialu Cold Feet. Później grała w niezależnym filmie Pond Life i serialu Gentleman Jack. Przełom w jej karierze przyniosła główna rola w miniserialu Normalni ludzie.

## Filmografia

### Filmy
| Rok  | Tytuł               | Rola        | Uwagi                  |
| ---- | ------------------- | ----------- | ---------------------- |
| 2018 | Pond Life           | Cassie      |                        |
| 2020 | Albion              | Zara        | nagrane przedstawienie |
| 2022 | Fresh               | Noa         |                        |
| 2022 | Gdzie śpiewają raki | Kya Clark   |                        |
| 2024 | Twisters            | Kate Cooper |                        |
| 2024 | On Swift Horses     | Muriel      |                        |

### Seriale
| Rok       | Tytuł                | Rola              | Uwagi          |
| --------- | -------------------- | ----------------- | -------------- |
| 2016–2020 | Cold Feet            | Olivia Marsden    | rola drugopl.  |
| 2017      | Milczący świadek     | Jessica Thompson  | 2 odc.         |
| 2019      | Gentleman Jack       | Delia Rawson      | 2 odc.         |
| 2019–2022 | Wojna światów        | Emily Gresham     | gł. rola       |
| 2020      | Normalni ludzie      | Marianne Sheridan | gł. rola       |
| 2022      | Pod sztandarem nieba | Brenda Lafferty   | w gł. obsadzie |